# Reichskriegsflagge

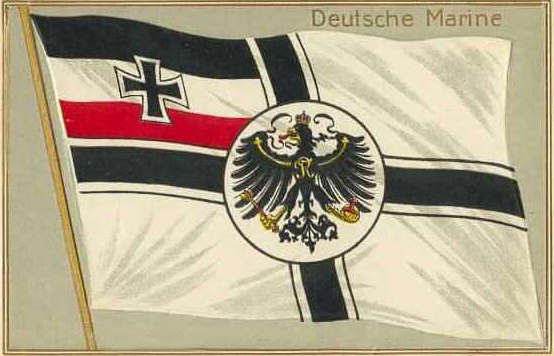
Abbildung der kaiserlichen Kriegsflagge auf einer zeitgenössischen Postkarte

Die Kaiserliche Kriegsflagge war bis 1892 die offizielle Seekriegsflagge der Kaiserlichen Marine, danach unter der Bezeichnung Reichskriegsflagge die Kriegsflagge der Streitkräfte des Deutschen Reiches bis 1921. Die zum Teil davon abgeleiteten Versionen in der Weimarer Republik sowie die Flaggen in der Zeit des Nationalsozialismus werden ebenfalls als Reichskriegsflaggen bezeichnet.

## Deutschordenskreuz
Die Verwendung des Deutschordenskreuzes in Flaggen stammt aus der Zeit der Kreuzzüge. Ein schwarzes Kreuz auf weißem Grunde bildete das Abzeichen der Ritter des Deutschen Ordens. Als solches wurde dieser Kreuzbalken in die Flagge des Norddeutschen Bundes sowie in die Kriegsflaggen des Kaiserreichs von 1871 und der NS-Zeit übernommen. Noch heute nutzt die Bundeswehr es als Hoheitszeichen.

## Kriegsflagge der Reichsflotte

Seekriegsflagge der Reichsflotte 1848–1852

Die von der Frankfurter Nationalversammlung im Zuge der Revolution 1848/49 gegründete Reichsflotte verwendete als Seekriegsflagge die Farben Schwarz-Rot-Gold mit dem in das Obereck auf ein goldenes Grundfeld gesetzten doppelköpfigen Reichsadler. Die Flagge wurde durch ein Reichsgesetz vom 12. November 1848 eingeführt. Nach Wiederherstellung des Deutschen Bundes wurde die Reichsflotte 1852 aufgelöst und die schwarz-rot-goldene Kriegsflagge nicht mehr verwendet.

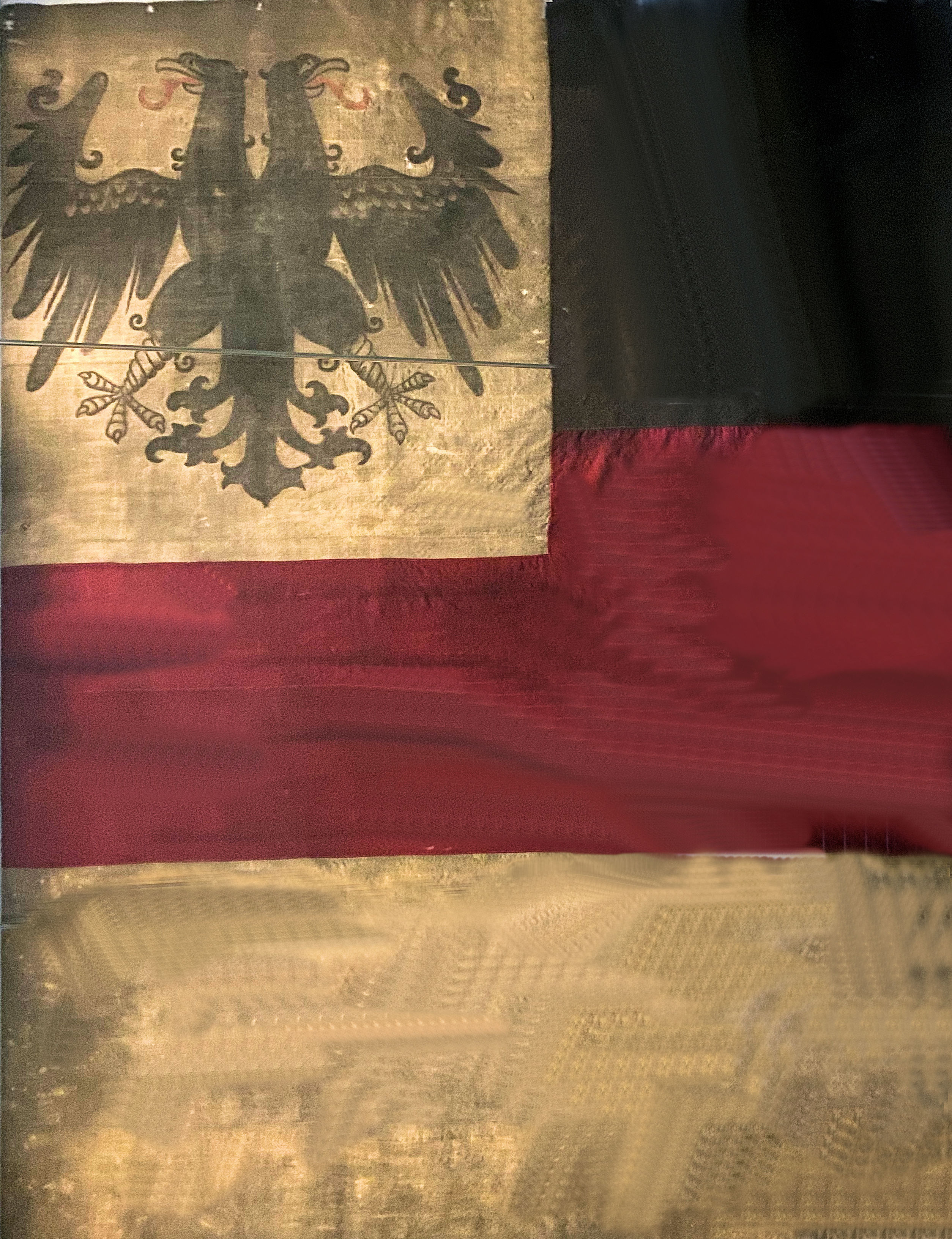
Kriegsflagge der Marine von 1848

Während der Einführung der Kriegsflagge der Reichsflotte versäumte es die deutsche Zentralgewalt, die neue Flagge auch von der Seemacht Großbritannien anerkennen zu lassen. Dies führte am 4. Juni 1849 zu einem Zwischenfall im Ersten Deutsch-Dänischen Krieg. Bei Helgoland, das zu dieser Zeit noch britisch war, beschoss die britische Flotte ein Schiff der Reichsflotte, das unter der neuen Kriegsflagge fuhr und ein dänisches Schiff verfolgte. Die britischen Schiffe betrachteten das unter der neuen Kriegsflagge fahrende Schiff als Piratenschiff. Letztmals wurden die Kriegsflaggen der Reichsflotte am 11. April 1852 niedergeholt und auf Anweisung Otto von Bismarcks in die Bundesfeste nach Mainz gebracht.

## Kriegsflagge des Norddeutschen Bundes
Die Gründung des Norddeutschen Bundes am 18. August 1866 erforderte die Gestaltung sowohl einer Handels- als auch einer Kriegsflagge. Während zunächst mit der schwarz-weiß-roten Handelsflagge am 22. Juni 1867 eine Lösung gefunden wurde, verzögerte sich die Einführung der Kriegsflagge. Mit der Entwicklung bzw. den Entwürfen für die neue Kriegsflagge wurde der Oberbefehlshaber der Marine des Norddeutschen Bundes Adalbert von Preußen beauftragt. Bereits um 1850 erwies sich Adalbert als Schöpfer zahlreicher Flaggenentwürfe für die von Preußen geplante Deutsche Union, die eine kleine Föderation unter Ausschluss Österreichs bilden sollte, sowie für eine neue Seekriegsflagge und Gösch für die Reichsflotte. Viele dieser Entwürfe orientierten sich an der schwarz-rot-goldenen Flagge des Deutschen Bundes und kombinierten die Farben unterschiedlich mit einem Eisernen Kreuz.

Vorschläge für eine Seekriegsflagge der Reichsflotte von Prinz Adalbert von Preußen

Entwurf einer Kriegsflagge für die Deutsche Union von 1849

Einen Teil der Entwürfe für die Deutsche Union verwendete Adalbert später als Grundlage für die zu entwickelnde neue Kriegsflagge. Adalbert war der Auffassung, dass die Farben der Handelsflagge unbedingt in die neue Kriegsflagge einfließen sollten. Hintergrund hierfür war seine Überzeugung, dass ein effektiver Schutz der Handelsmarine durch die Kriegsflotte nur durch eine Übereinstimmung der Farben der jeweiligen Flaggen möglich sei. Sowohl der Respekt in ausländischen Häfen gegenüber der Handelsflotte als auch der Respekt der norddeutschen Handelsschiffe gegenüber der Kriegsflotte wären mit einer Übereinstimmung der Farben garantiert.
Adalbert beabsichtigte, das traditionelle preußische, weiße Grundtuch beizubehalten und auf dieses ein schwarzes Kreuz zu setzen, das die Flagge insgesamt viertelte. Dieses schwarze Kreuz sollte eine Verkörperung des Eisernen Kreuzes darstellen, wie es auch schon die preußische Kriegsflagge von 1818 enthielt. In einem Brief an den preußischen König Wilhelm I. vom 9. Januar 1867 schreibt Adalbert:

„So schlage ich allerunterthänigst die Teilung der Flagge durch das Eiserne Kreuz vor, ein Symbol, auf welches die Marine besonderen Werth legt.“

Adalbert war jedoch der Auffassung, dass ein dem Original nachempfundenes Kreuz mit gebogenen Rändern auf der Flagge nicht akzeptabel war, da andere seefahrende Nationen grundsätzlich geradlinige Kreuze auf Flaggen verwendeten:

„Es existiert in keiner Flagge ein ausgeschweiftes Kreuz und würde dies daher überall im Auslande auffallend gefunden werden.“

Entscheidender Entwurf für die Kriegsflagge von 1867

Zahllose Entwürfe und Skizzen Adalberts zeigen, dass dieser versuchte, insbesondere auch die Vorgaben des Königs, der auf strikter Einhaltung der preußischen Symbolik bestand, einzuhalten. Sie wurden in den 1960ern wiederentdeckt. Aus der Vielzahl der Entwürfe zog man schließlich ein Modell in die engere Wahl, das sowohl das als Balkenkreuz ausgeformte Eiserne Kreuz, die Bundesfarben, als auch den preußischen Adler zeigte. Wilhelm I. war es letztendlich, der die endgültige Ausgestaltung der Kriegsflagge festlegte. Da dieser darauf bestand, das Eiserne Kreuz auch in seiner Originalform auf der Flagge abzubilden, wurde der preußische Adler auf ein weißes, kreisförmiges Feld auf den Schnittpunkt des Balkenkreuzes gesetzt, während eine dem Original nachempfundene Version des Eisernen Kreuzes auf die Reichsfarben in der linken oberen Ecke platziert wurde. Mit Allerhöchster Kabinettsorder vom 4. Juli 1867 wurde dieses Muster schließlich zur Kriegsflagge des Norddeutschen Bundes bestimmt. Die offizielle Einführung der neuen Kriegsflagge erfolgte am 1. Oktober 1867 mit der Niederholung der alten preußischen Flaggen auf allen Kriegsschiffen, Werften und Depots. Das Hissen der neuen Kriegsflagge beschrieb ein Augenzeuge:

„Die preußische Flagge wurde, nachdem die Besatzung in Paradezeug versammelt war, kurz vor 9 Uhr gehisst und nach einer auf die Bedeutung des Vorganges hinweisenden Ansprache des Kommandanten niedergeholt; dann stieg die mit drei „Hurras“ und 21 Ehrenschüssen begrüßte Bundeskriegsflagge unter Präsentieren des Seesoldaten-Detachements und Marschschlagen der Tambours aus der Gaffel empor: ein geschichtlicher Augenblick!“

## Deutsches Kaiserreich

Kriegsflaggen in Deutsch-Ostafrika um 1890

Kriegsflagge des Norddeutschen Bundes 1867–1871/Kaiserliche Kriegsflagge 1871–1892

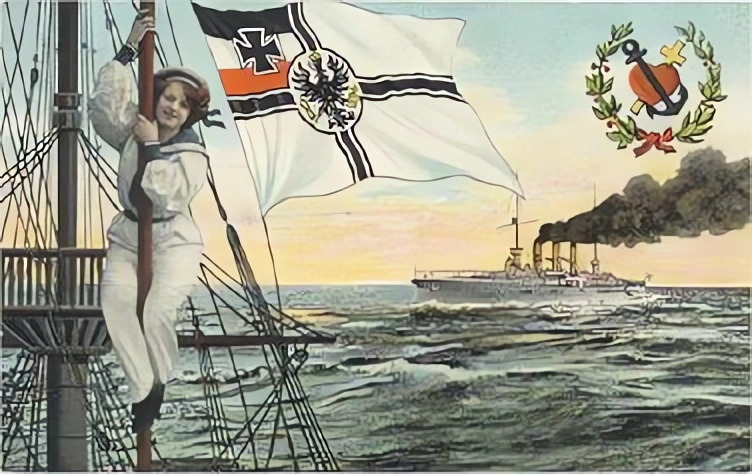
Zeitgenössische Postkarte mit der Abbildung der ersten Version der kaiserlichen Kriegsflagge (um 1890)

Reichskriegsflagge 1892–1903

Reichskriegsflagge 1903–1919, de facto in Gebrauch bis 1921

Nach der Gründung des Deutschen Reiches im Jahre 1871 wurden die Symbole des Norddeutschen Bundes übernommen. Da Preußen weiterhin die führende politische Kraft im neu geschaffenen Staate blieb, wurde auch die Kriegsflagge weitergeführt. Der preußische Adler wurde unverändert abgebildet und nie durch den Reichsadler ersetzt. War die Bezeichnung der Flagge ab 1871 noch Kaiserliche Kriegsflagge, so erfolgte ab dem Jahr 1892 eine allgemeine Umbenennung in Reichskriegsflagge. In den Jahren 1892 und 1903 wurden kleinere Modifikationen vorgenommen, als man zuerst die Form des Adlers bzw. im Jahre 1903 die Breite der schwarzen Streifen sowie die Randeinfassung der Mittelscheibe änderte. Alte Versionen der Kriegsflagge wurden jedoch bis zum „Aufbrauchen“ weiter verwendet, wobei es genaue Termine für die endgültige Umsetzung gab. So ermöglichte eine Anordnung des Reichsmarineamts die Verwendung der ersten Version der Kriegsflagge bis zum 1. April 1896 bzw. der zweiten Version bis zum 1. April 1907. Die Änderung des preußischen Adlers im Jahr 1892 hatte rein „modische“ Gründe, während die Breitenänderung der schwarzen Streifen auf Grund der Tatsache erfolgte, dass die Reichskriegsflagge auf große Entfernung eine gewisse Ähnlichkeit mit der britischen Kriegsflagge („White Ensign“) besaß. Dies manifestierte sich bei einem Zwischenfall mit einem russischen Kriegsschiff, das zum Salutieren versehentlich die britische, anstelle der deutschen Kriegsflagge hisste, was zu jener Zeit einer Beleidigung gleichkam. Entsprachen die Streifen bis zum Jahr 1903 einem Siebtel der Flaggenhöhe, so wurden sie nach diesem Zeitpunkt auf ein Viertel der Flaggenhöhe ausgedehnt.
Zunächst nur für die Kriegsmarine auf See gedacht, wurde die Kriegsflagge ab dem 2. März 1886 auch von Regierungsmitgliedern der Bundesstaaten gebraucht. In den Jahren zwischen 1926 und 1944 wurde die abgeschaffte kaiserliche Reichskriegsflagge in ihrer letzten Version an jedem 31. Mai zur Erinnerung an die Skagerrakschlacht 1916 auf den Schiffen der Kriegsmarine gehisst.

## Weimarer Republik

Reichskriegsflagge 1921/1922–1933

Die Gründung der Deutschen Republik im Jahre 1919 machte eine Änderung der Kriegsflagge erforderlich, da sie mit Symbolen der Monarchie ausgestattet war. Mit dem Erlaß über die Flagge des Reichspräsidenten, Flagge des Reichswehrministers und der neuen Reichskriegsflagge nebst Gösch vom 27. September 1919, wurde eine neue Reichskriegsflagge angeordnet. Diese sollte dem kaiserlichen Modell nachempfunden werden, jedoch mit folgenden Unterschieden: Anstelle des schwarz-weiß-roten Oberecks sollten die neuen Reichsfarben Schwarz-Rot-Gold gesetzt, sowie der alte preußische Adler durch den neuen republikanischen ausgetauscht werden. Dieser Erlass wurde am 1. November 1919 veröffentlicht. Obwohl Modelle dieser Flagge hergestellt worden sind, wurde sie nie verwendet.

Entwürfe für eine Reichskriegsflagge 1919/20
Angenommene, aber nicht verwendete Reichskriegsflagge von 1919 mit gesetzlich noch nicht festgelegtem Reichsadler nach einem Entwurf von Emil Doepler[14]
Entwurf der Reichskriegsflagge vom 14. September 1920
Entwurf der Reichskriegsflagge vom 19. Oktober 1920

Da Reichspräsident Friedrich Ebert keinen konkreten Termin für die Einführung dieser Flagge nannte, konnte der Chef der Admiralität Adolf von Trotha in den Ausführungsbestimmungen zum Gesetz den Satz Bis dahin sind die bisherige Kriegsflagge und Gösch weiterzuführen aufnehmen lassen. Somit benutzte man in der Praxis weiterhin die Kaiserliche Kriegsflagge von 1903, die endgültig erst zum 1. Januar 1922 abgeschafft wurde. In einem Tagesbefehl der Reichsmarine vom 1. Januar 1922 hieß es: „Was wir empfinden, wenn diese Flagge sinkt, verschließen wir in unseren Herzen.“
Die Weiterverwendung der alten Kriegsflagge war ein Zugeständnis der Reichsregierung an konservative Kräfte in der Reichsmarine, die kein Interesse daran hatten, neue republikanische Symbole einzuführen. Auch die Reichswehrführung wies darauf hin, dass die Kriegsflagge üblicherweise die gleichen Farben tragen solle wie die Handelsflagge. Für Letztere wurden aus Gründen der internationalen Erkennbarkeit die alten Farben zunächst weiterverwendet; aufgrund eines Kompromisses war dann im Juli 1919 ein schwarz-weiß-rotes Grundtuch mit schwarz-rot-goldenem Eck angenommen worden. Ein weiterer Grund für die Weiterverwendung der alten Kriegsflagge war die unklare Form des neuen Reichsadlers, die zu dieser Zeit noch nicht festgelegt und lange umstritten war.

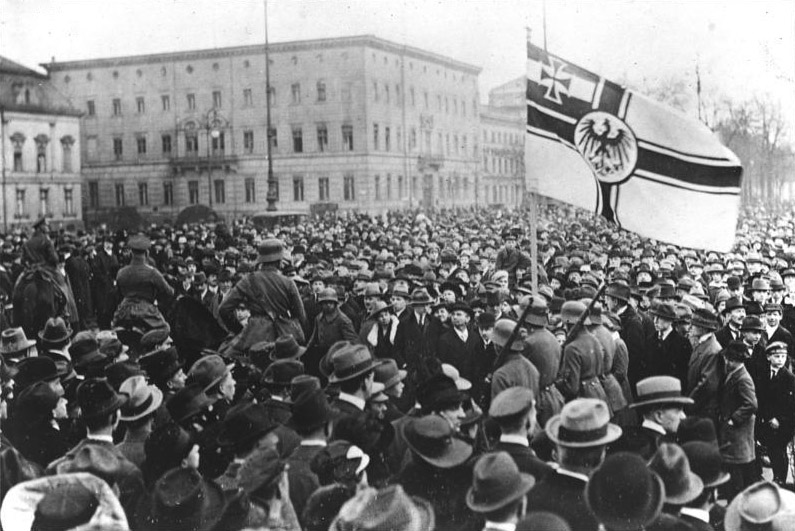
Alte Reichskriegsflagge beim Kapp-Putsch in Berlin, 1920

Während der Weimarer Repuboik wurde die kaiserliche Reichskriegsflagge zum Erkennungszeichen der Republikgegner. Sie gehörte zur festen Ausstattung der Marine-Brigade Ehrhardt, die im Zuge des Kapp-Putsches im März 1920 in Berlin einmarschierte, und auch des Wehrverbandes Reichsflagge. Ernst Röhm nannte seine Abspaltung von diesem Bund seinerseits Bund Reichskriegsflagge, stellte sich damit an die Seite Hitlers und beteiligte sich maßgeblich am Hitlerputsch. Der Stahlhelm, Bund der Frontsoldaten nahm bei der Gründung neuer Ortsgruppen regelmäßig die Weihe einer Reichskriegsflagge vor. Die Reichskriegsflagge demonstrierte dabei die Ablehnung Weimarer Republik, indem die alten Reichsfarben Schwarz–Weiß–Rot an die Stelle der offiziellen Republikfarben Schwarz–Rot–Gold gesetzt wurden. So trug der Adler im Mittelfeld noch die Kaiserkrone und hielt Zepter und Reichsapfel. Die Verwendung der „Kriegsflagge“ zeigte außerdem an, dass man nicht gewillt war, die deutsche Niederlage im Ersten Weltkrieg anzuerkennen. Insofern paramilitärische Verbände die fehlende Armee ersetzen und den Krieg „nach innen“ führen sollten, wurde die Reichskriegsflagge zum allgemeinen Symbol für den Kampf gegen Parlament und Demokratie.
Am 14. September 1920 wurde der Entwurf einer Verordnung über die deutschen Flaggen an sämtliche Reichsministerien übersandt. Dieser enthielt auf einer Flaggentafel die Vorschläge für die neuen Flaggen, darunter auch die neue Reichskriegsflagge. Die Ausformung des darauf befindlichen Reichsadlers stammte vom Künstler Karl Schmidt-Rottluff. Dieser Entwurf traf jedoch auf allgemein starke Ablehnung.
In einem Entwurf einer Verordnung über die deutschen Flaggen, der am 19. Oktober 1920 im Kabinett verabschiedet worden war, wurde eine modifizierte Form der Reichskriegsflagge ohne den neuen, umstrittenen Reichsadler und mit anderen Dimensionierungen bestimmt: Die Reichskriegsflagge trägt auf weißem Grunde ein schwarzes, gerändertes Kreuz, das sich über das ganze Feld erstreckt und dessen rechter Querbalken etwas länger als der linke ist. In der inneren oberen Ecke sind die Reichsfarben […], darauf das Eiserne Kreuz, Höhe zur Länge wie 2:3. Auch dieser Entwurf wurde nie in die Praxis umgesetzt.
Am 16. November 1920 einigte man sich schließlich auf eine völlige Neugestaltung der Kriegsflagge, die nun ganz der Handelsflagge gleichen und sich nur durch das aufgelegte Eiserne Kreuz von ihr unterscheiden sollte. Dies war von Reichswehrminister Otto Geßler vorgeschlagen worden: Die Reichskriegsflagge wie die Handelsflagge, in der Mitte der Flagge ein schwarzes, weißgerändertes Kreuz von der Form des Eisernen Kreuzes, in den schwarzen und roten Querstreifen je bis zu einem Drittel übergreifend. Verhältnis der Höhe zur Länge des Flaggentuchs wie 3 zu 5. Mit der Verordnung über die deutschen Flaggen, vom 11. April 1921 wurde die neue Reichskriegsflagge offiziell eingeführt; sie hatte nun im Grundaufbau keine Ähnlichkeit mehr mit den kaiserlichen Modellen, ähnelte allerdings bis auf das Schwarz-Rot-Gold im Eck dem bis 1918 verwendeten Kriegsschiffsgösch. Bereits am 11. August 1921 wurde die neue Kriegsflagge von militärischen Dienstbehörden auf ihren Gebäuden an Land gehisst. Sie fand mit der endgültigen Abschaffung des kaiserlichen Modells ab dem 1. Januar 1922 auch als Flagge zur See Verwendung.

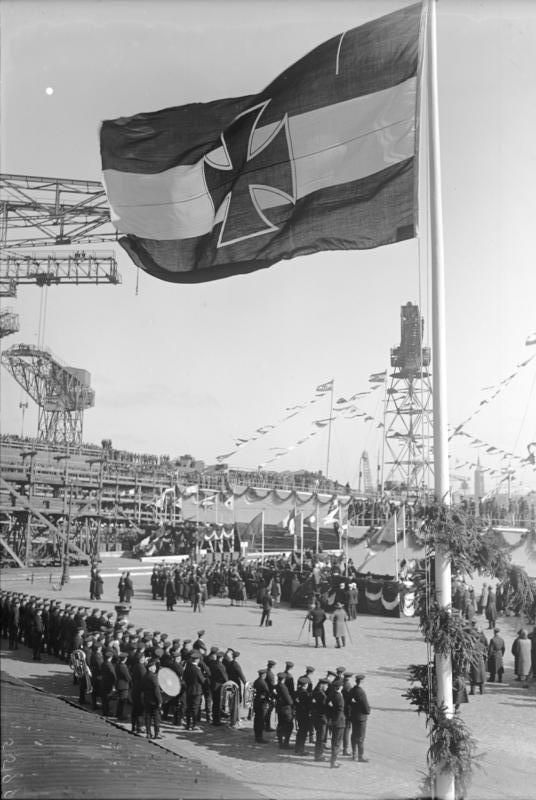
Gehisste Kriegsflagge auf der Reichsmarinewerft Wilhelmshaven im März 1928

Die letztendlich verwirklichte Gestaltung der Kriegsflagge sollte – ebenso wie die der Handelsflagge von 1919 – einen Kompromiss im Flaggenstreit ermöglichen. Durch die Kombination bzw. „Verschmelzung“ der „republikanischen“ und der „kaiserlichen“ Farben in einer gemeinsamen Flagge versuchte man einen Ausgleich zwischen den politischen Lagern zu finden, der für alle Seiten akzeptabel war. Die Flagge wurde bis zur Machtergreifung der Nationalsozialisten im Jahre 1933 verwendet.

### Vorschläge für eine National- und Kriegsflagge 1926
In den 1920er Jahren wurde die „Flaggenfrage“ heftig diskutiert. Während die sozialdemokratischen Kräfte Schwarz-Rot-Gold favorisierten, waren die rechtskonservativen Parteien und insbesondere auch die Nationalsozialisten strikt gegen diese Farben und bevorzugten die alten kaiserlichen Farben Schwarz-Weiß-Rot. Im Zuge dessen beschäftigten sich zahlreiche bedeutende Heraldiker, wie Ottfried Neubecker oder Manfred Eimer, mit neuen Konzepten zur Schaffung einer von einer breiten Mehrheit akzeptierten National- und auch Kriegsflagge. Insbesondere im Jahr 1926 traten sie mit verschiedenen Vorschlägen an die Öffentlichkeit. Die von Ottfried Neubecker entworfene Streifenflagge in den Farben Schwarz-Gold-Rot war insofern von besonderer „Eleganz“, als zum einen die „republikanischen Farben“ heraldisch korrekt angeordnet wurden, zum anderen die Reihenfolge des „Schwarz-(Weiß-)Rot“ eingehalten wurde.

Vorschläge für eine Reichskriegsflagge 1926
Vorschlag von Neubecker und Wolf
Vorschlag von Manfred Eimer
Vorschlag eines unbekannten Autors, vermutlich Neubecker[24]

## Zeit des Nationalsozialismus

Reichskriegsflagge 1933–1935, nach 1935 wurde sie noch an besonderen Gedenktagen gezeigt

Reichskriegsflagge von 1935 bis 1938, heute ein Kennzeichen verfassungswidriger Organisationen

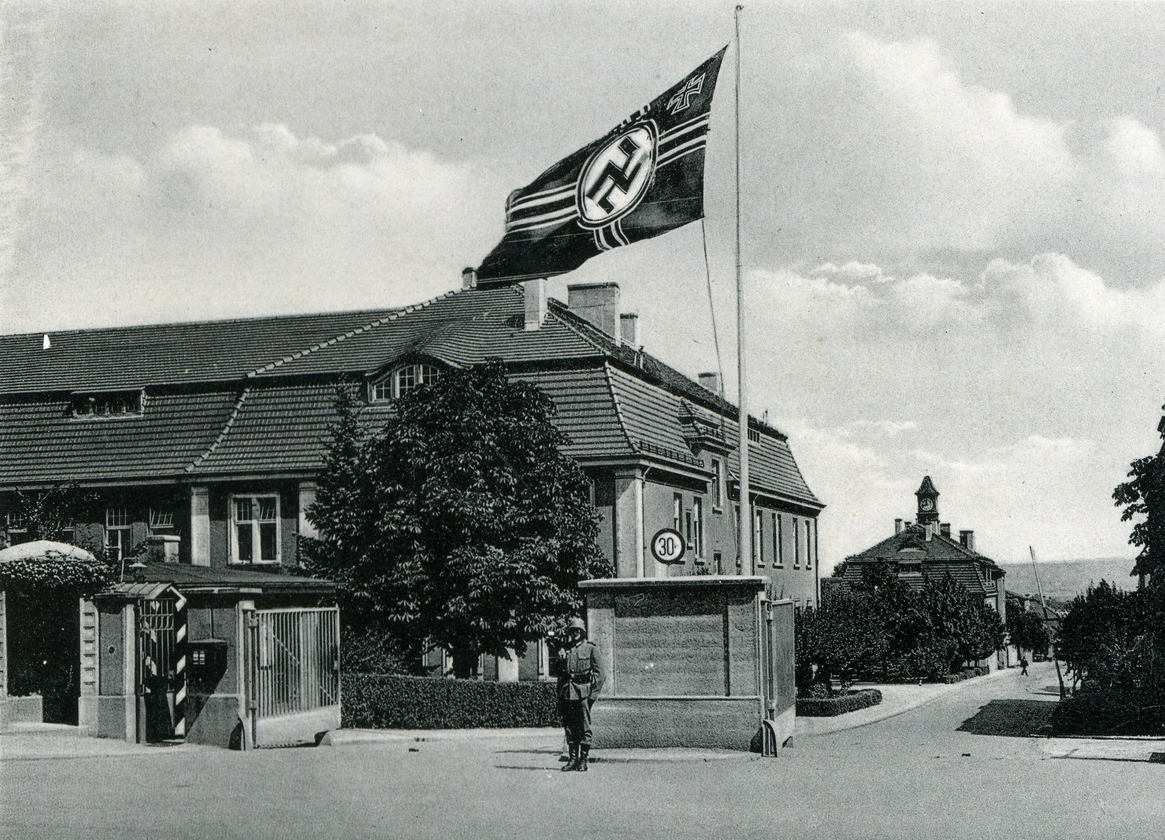
Reichskriegsflagge beim Heer in der bis 1938 verwendeten ersten Version

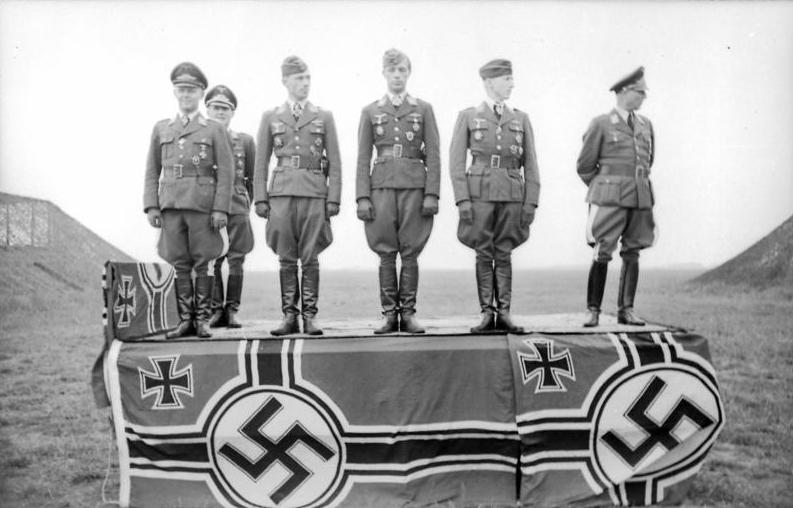
Verwendung der Reichskriegsflagge bei der Luftwaffe: Hochdekorierte Luftwaffenoffiziere auf einem Podium im Juni 1942

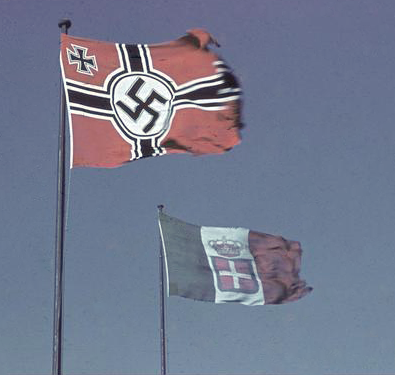
Farbaufnahme der Reichskriegsflagge zusammen mit der Dienstflagge des verbündeten Italiens (1943)

Die Nationalsozialisten entfernten das Schwarz-Rot-Gold der Republik und verwendeten wieder ausschließlich die Farben des Kaiserreichs. Durch Verordnung des Reichspräsidenten vom 14. März 1933 entfielen die schwarz-rot-goldenen Farben aus dem Obereck, so dass im Wesentlichen die vorherige Kriegsflagge weiter geführt wurde. Das Eiserne Kreuz wurde jedoch etwas modifiziert und nach der Stange verschoben.
Nach dem Tod des Reichspräsidenten Paul von Hindenburg wurde am 15. September 1935 die Hakenkreuzflagge als einzig gültige Nationalflagge für das Deutsche Reich bestimmt. Im Zuge dessen wurde am 7. November 1935 auch eine neue Kriegsflagge eingeführt, die von der Gestaltung her wieder an die kaiserliche Kriegsflagge angelehnt war. Der Entwurf für die neue Flagge stammte offenbar von Adolf Hitler selbst. Auf der roten Grundierung der NS-Hakenkreuzflagge mit der weißen Kreisfläche wurde das weiß abgesetzte schwarze Georgskreuz – dem Ursprung nach vom Deutsch-Ordenskreuz abgeleitet – so angebracht, dass das Hakenkreuz aus der Mitte zum Mast rückte. In der oberen Mast-Ecke, bei regulärer Draufsicht links, ist das Eiserne Kreuz zu sehen. Dies deutete die Kontinuität mit den Flaggenversionen an, die vor dem Jahre 1919 verwendet wurden.
Die neue Reichskriegsflagge wurde erstmals am Hauptquartier der Wehrmacht in der Bendlerstraße in Berlin gehisst. Vermutlich im Dezember 1937 wurden leichte Modifikationen an der Gestaltung vorgenommen, wobei man die Dimensionierungen und den Verlauf der schwarzen Streifen änderte. Da die Reichskriegsflaggen gedruckt wurden, zeigte die Rückseite der Flagge ein spiegelverkehrtes Hakenkreuz. Zu Beginn des Krieges sah man auch Kriegsflaggen, die auf der Rückseite ein extra aufgenähtes Hakenkreuz trugen, das wie auf der Vorderseite der Flagge rechtsgerichtet dargestellt war. Dazu musste eine zweite Kriegsflagge gleicher Größe zerschnitten werden. Dieses Verfahren wurde wohl wegen Materialknappheit in den letzten Kriegsjahren verboten.
Die Reichskriegsflagge wurde auf Schiffen der Kriegsmarine sowie am Boden befindlichen Flugzeugen verwendet. Auch wehte sie auf allen Wehrmachtsgebäuden. Ursprünglich wurde sie täglich in Kasernen gehisst, die von Einheiten der Wehrmacht belegt waren. Das Hissen und Niederholen geschah grundsätzlich in einer durch den „Ersten Offizier“ durchgeführten Flaggenparade, an der die Wache und ein Angehöriger der Wehrmachtsmusiker teilnahm. Bei feierlichen Anlässen wurde das „Begleitkommando“ wesentlich erweitert. In späteren Jahren wurde bei Abwesenheit der in den Kasernen stationierten Soldaten durch den „Ersten Offizier“ entschieden, ob und in welcher Form eine Flaggenparade stattzufinden hatte. Im Verlauf des Krieges wurde die Reichskriegsflagge für die verschiedensten sonstigen Zwecke verwendet, so etwa um die Särge von gefallenen Soldaten zu bedecken. Ferner diente sie zum Beispiel auch zur Dekoration von Rednerpulten sowie als eine Art Tischdecke bei standrechtlichen Verhandlungen.
Durch eine Verfügung des Oberkommandos der Wehrmacht vom 28. Februar 1944, die am 20. April 1944 in Kraft trat, wurde eine Abänderung der Vereidigungsvorschriften in der Truppe angeordnet: „Alle Soldaten des Heeres und der Luftwaffe sind, wie bei der Kriegsmarine, auf die Reichskriegsflagge zu vereidigen.“
Als Folge wurden neue Rekruten nicht mehr wie bisher auf ihre Truppenstandarten vereidigt, sondern es genügte die eigene Waffe und die Anwesenheit der Reichskriegsflagge.
Eine weitere Ausdehnung der Verwendung der Reichskriegsflagge erfolgte mit einem am 28. August 1944 durch Adolf Hitler gegebenen Befehl, wonach anstelle der bis dahin benutzten Fahnen und Standarten der einzelnen Truppenverbände ausschließlich die Reichskriegsflagge zu gebrauchen sei: Anstelle der Truppenfahnen und -standarten tritt in Zukunft die Reichskriegsflagge. Dieser Befehl wurde am 16. September 1944 veröffentlicht. Die vorher verwendeten Fahnen und Standarten wurden in Museen nach Berlin, Dresden, München sowie Wien verbracht. Durch diese Anordnung sollte vermutlich die Erbeutung der Fahnen durch feindliche Truppen vermieden werden. Eine andere Erklärung könnte das schwindende Vertrauen Hitlers gegenüber der Wehrmacht unter dem Eindruck des Attentats vom 20. Juli 1944 sein.
Am 10. Mai 1945 wurde die Reichskriegsflagge um 12 Uhr letztmals niedergeholt. Dies geschah auf ausdrücklichen Befehl der britischen Streitkräfte im Rahmen der Gefangennahme der von Großadmiral Karl Dönitz geleiteten letzten Reichsregierung im Sonderbereich Mürwik.

## Rechtslage seit 1945

### Bundesrepublik Deutschland
Die Bundesflagge ist seit Inkrafttreten des Grundgesetzes schwarz-rot-gold (Art. 22 Abs. 2 GG).

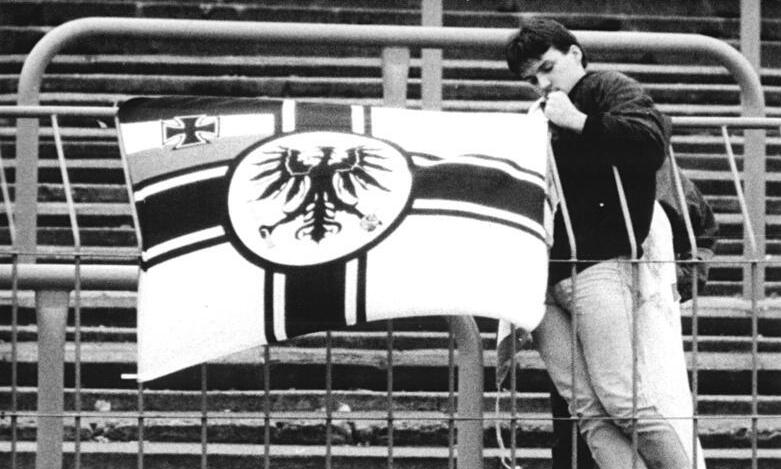
Fußballfan mit kaiserlicher Reichskriegsflagge

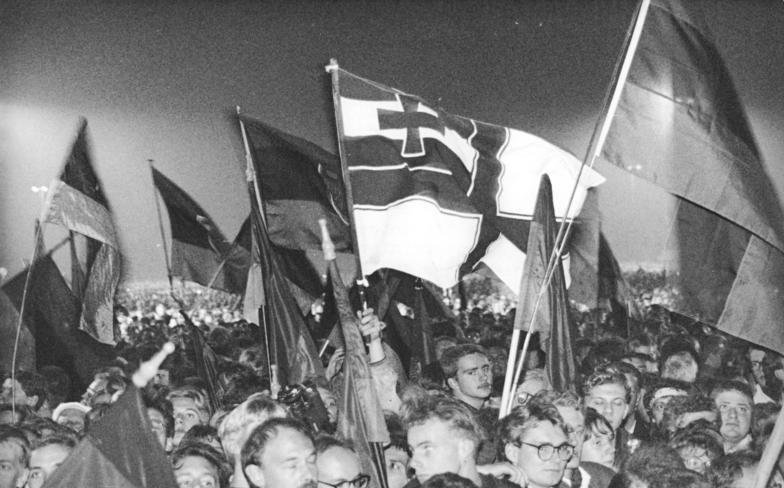
Fantasie-Reichskriegsflagge bei den Feiern zur Wiedervereinigung am 3. Oktober 1990 in Berlin

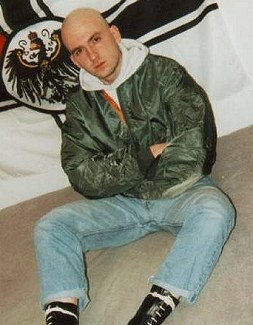
Ein Skinhead mit Bomberjacke und Springerstiefeln vor der Reichskriegsflagge

Die Truppenfahnen der Bundeswehr wurden von Bundespräsident Heinrich Lübke am 18. September 1964 für Bataillone und entsprechende Verbände „in den Farben schwarz-rot-gold mit Bundesadler“ gestiftet.
In der Bundesrepublik Deutschland findet die Flagge, die der Marine des Norddeutschen Bundes und anschließend der Reichskriegsmarine als Hoheitszeichen diente, in dieser Funktion also keine Verwendung mehr und ist in der ursprünglichen Bedeutung kaum mehr allgemein bekannt. Vielmehr wird sie als „Kampfsymbol“ militärischen Ursprungs nach dem Jahre 1945 und gehäuft in jüngerer Zeit vornehmlich von nationalistisch und rassistisch gesinnten, von zu Gewalt bereiten Gruppierungen in der Öffentlichkeit missbraucht, auch wenn es sich bei der Reichsflagge (die schwarz-weiß-rote Flagge ohne Zusatz) ursprünglich nicht um ein nationalsozialistisches Symbol handelt. Das Hissen der Reichskriegsflagge kann gleichwohl den objektiven Tatbestand des § 118 Abs. 1 OWiG (Belästigung der Allgemeinheit) erfüllen. Ob es sich dabei um eine tatbestandsmäßige „grob ungehörige Handlung“ handelt, die zur Belästigung oder Gefährdung der Allgemeinheit geeignet ist und zu einer möglichen Beeinträchtigung der öffentlichen Ordnung führen kann, ist aufgrund der gesamten Umstände des Einzelfalles zu entscheiden.
Das öffentliche Hissen dieser Flaggen kann als Identifikation mit den Zielsetzungen rechter Gruppierungen verstanden werden und gehört zu den rechtsextremen Symbolen und Zeichen. Das gilt besonders, wenn das Zeigen der Reichskriegsflagge im inneren und äußeren Zusammenhang mit dem Skandieren nationalsozialistischer Parolen, etwa „Ausländer, raus“ steht. Dann kommt eine Strafbarkeit wegen Volksverhetzung nach § 130 StGB in Betracht.
Nach dem Reichsflaggengesetz von 1935 war die Hakenkreuzflagge die Reichs- und Nationalflagge und zugleich Handelsflagge des sog. Dritten Reichs. Die Verbreitung und Darstellung der Kriegsflagge des NS-Staats mit Hakenkreuz ist als Verbreiten von Propagandamitteln verfassungswidriger Organisationen bzw. Verwenden von Kennzeichen verfassungswidriger Organisationen gemäß § 86 Abs. 1 Nr. 4 bzw. § 86a Abs. 1  Nr. 1 StGB eine Straftat.

### Deutsche Bundesländer
In Bremen gibt es seit dem 14. September 2020 einen Erlass der Innenbehörde (an die Polizei gerichtet), wonach das Zeigen der Kriegsflaggen von Norddeutschem Bund und Deutschem Reich, sowie – bei konkreter Provokationswirkung – die schwarz-weiß-rote Flagge des Deutschen Reichs ab 1892 in der Öffentlichkeit „regelmäßig eine nachhaltige Beeinträchtigung der Voraussetzungen für ein geordnetes staatsbürgerliches Zusammenleben und damit eine Gefahr für die öffentliche Ordnung darstellen soll“. Deshalb sei „das Zeigen oder Verwenden dieser Flaggen in der Öffentlichkeit auf der Grundlage des Bremischen Polizeigesetzes (BremPolG) im Rahmen der Ausübung pflichtgemäßen Ermessens zu unterbinden […] und die Flaggen sicherzustellen“; bei Zuwiderhandlungen wird mit Bußgeldern von bis zu 1000 Euro gedroht. Eine darauf beruhende Auflage der Stadt Bremerhaven zu einer Versammlung wurde am 15. Oktober 2020 vom Verwaltungsgericht Bremen für rechtswidrig angesehen. Die Beschwerde der Stadt wurde vom Oberverwaltungsgericht (OVG) Bremen am 23. Oktober 2020 zurückgewiesen, da keine einschüchternde Wirkung zum bloßen Zeigen der Fahne hinzukomme. Das OVG wies darauf hin, dass allein das beabsichtigte Zeigen der Flaggen weder einen unmittelbaren Verstoß gegen die öffentliche Sicherheit noch gegen die öffentliche Ordnung darstelle und deshalb auch kein Versammlungsverbot rechtfertigen könne. Entgegen der öffentlichen Darstellung stelle der „interne Erlass“ kein Verbot dar, sondern gebe lediglich die Auffassung des Innensenators zur Auslegung des § 118 OWiG wieder.
Aus ähnlichen Gründen hob das Niedersächsische Oberverwaltungsgericht am 13. November 2020 im vorläufigen Rechtsschutz eine versammlungsrechtliche Beschränkung auf, mit dem das Zeigen von Reichs(kriegs)flaggen während einer Versammlung verboten werden sollte. Auch dieses Gericht sah im entsprechenden niedersächsischen Erlass „Hinweise zum Umgang mit dem öffentlichen Zeigen von Reichskriegsflaggen“ nur eine verwaltungsinterne Anweisung.
In den öffentlichen Fokus gerieten die Flaggen zuletzt Ende August 2020, als Demonstranten in den Sitz des Deutschen Bundestages im Reichstagsgebäude einzudringen versuchten.
Im Freistaat Bayern sollte das Zeigen der Reichskriegsflagge daraufhin verboten werden. Auch andere Bundesländer sprachen sich für ein Verbot des Zeigens im öffentlichen Raum aus.
Die Innenministerkonferenz beschloss Ende 2020, entweder eine Lösung über einen Mustererlass oder über das Strafrecht anzustreben. Im März 2021 sprachen sich Vertreter des Bundesinnenministeriums und Bundesjustizministeriums dagegen aus, das Zeigen von Reichs(kriegs)flaggen durch das Strafrecht zu verbieten.
Die Innenminister von Bund und Ländern erzielten am 13. Juni 2021 Einvernehmen zu einem Mustererlass gegen das Zeigen der Flaggen, der noch von den Ländern umgesetzt werden muss. Danach soll unter bestimmten Umständen eine Gefahr für die öffentliche Ordnung im Sinne des § 118 OWiG angenommen werden. Der Erlass betrifft
- die Kriegsflagge des Norddeutschen Bundes/Deutschen Reiches von 1867 bis 1921
- die Kriegsflagge des Deutschen Reiches von 1922 bis 1933
- die Kriegsflagge des Deutschen Reiches von 1933 bis 1935 und
- die Reichsflagge ab 1892/Flagge des „Dritten Reichs“ von 1933 bis 1935.

Das öffentliche Zeigen soll von der Polizei künftig als Ordnungswidrigkeit behandelt werden, …
- wenn die Flagge demonstrativ „an einem Ort oder Datum mit historischer Symbolkraft“ präsentiert wird
- wenn zugleich „ausländerfeindliche oder sonst einschüchternde“ Parolen skandiert werden
- im Zusammenhang mit „Symbolen mit Bezug zum Nationalsozialismus“
- ein „bedrohliches Auftreten“ zu „Einschüchterungswirkungen“ führt
- bei „paramilitärisch anmutenden“ Versammlungen und
- bei Ähnlichkeiten zu „Fahnenaufmärschen der Nationalsozialisten“.[55]

### Österreich
In Österreich fällt das öffentliche Zeigen derartiger Fahnen unter das Wiederbetätigungsverbot, soweit es als eine Form von NS-Betätigung aufgefasst werden kann.